# Camulodúnum
Camulodúnum és el nom que tingué durant l'època celta i romana l'actual ciutat de Colchester, a Essex, Anglaterra. És considerada la ciutat més antiga d'Anglaterra. Estava situat a la riba sud del riu Colne. El nom celta Camulodunon significava la 'Fortalesa de Camulos'.

## Història
Camulodunon era originalment la capital de la tribu celta dels trinovants. L'assentament havia estat establert com a capital pel rei Addedomarus al voltant del 25 aC, després de les invasions de Britànnia per Cèsar.
Posteriorment, el rei Tasciovanus dels catuvellani la va conquerir breument el 10 aC, i finalment el fill d'aquest, Caratacus, en va completar l'ocupació, la qual cosa era una virtual absorció dels trinovants per l'agressiva nació dels catuvellauni, que al costat dels brigants del nord representaven les principals forces de l'illa. La ciutat va esdevenir d'aquesta manera la nova capital del poderós regne.
El 43, l'emperador Claudi va reprendre la conquesta romana de Britànnia, encarregant el comandament de les forces invasores al general Aule Plauci. L'excusa oficial consistia a reposar al tron Verica, un rei exiliat dels atrebats, un altre poble que havia caigut sota l'hegemonia dels catuvellauni. La principal resistència, la va oposar una confederació de les tribus dels catuvellauni i els trinovants, liderada per Caratac (Caradawc en gal·lès mitjà) i Togodumnus, els fills del rei dels catuvellauni, Cunobelinus.
La resistència de guerrilles va ser ràpidament superada i els britons van ser vençuts en les batalles del Medway i del Tàmesi, després de les quals Plauci va aconseguir prendre la capital, Camulodúnum. Davant de la victòria romana, els onze principals líders del sud-est de Britànnia es van sotmetre a Claudi, entre els quals, els dels atrebats, els icens i la reina dels brigants, Cartimandua.
Camulodúnum es va convertir així en seu del governador romà de l'illa. A Camulodúnum, es va establir una fortalesa legionària, que es va transformar ràpidament en una colònia, la Colònia Claudia Victricensis, on es va estacionar la Legio XX Valeria Victrix. El primer temple romà a la Gran Bretanya va ser construït en aquesta ciutat, el denominat temple del diví Claudi. Finalment, la ciutat va esdevenir una colònia de veterans.
En la violenta rebel·lió de l'any 60 dels icens i trinovants, liderada per la reina Boudica, la ciutat, defensada en aquell moment només per dos-cents membres de la guàrdia del procurador romà, va ser completament destruïda. Després de la derrota de la revolta celta, la capital administrativa dels romans va ser traslladada a Londínium (Londres), amb la qual cosa la importància de Camulodúnum es va reduir en gran manera. Va continuar, no obstant això, existint com a població romana, i destacà en la producció d'atuells (terra sigillata), maons i vi.